# Ildefonso Joaquín Infante y Macías
Ildefonso Joaquín Infante y Macías (Moguer, Huelva, 31 mai 1813 - Moguer, Huelva, 2 juillet 1888) était un ecclésiastique espagnol, évêque du diocèse de San Cristóbal de La Laguna.

## Épiscopat
Le 18 juin 1876 a été consacré évêque au diocèse de Cadix, poste qui a été maintenu à Ceuta jusqu'au 20 mai 1877, soit le diocèse de San Cristóbal de La Laguna ou de Tenerife. Là, il a excellé dans sa position, en établissant des écoles gratuites pour les enfants pauvres, des missions d'évangélisation des peuples et des conférences morales et liturgiques pour stimuler le clergé.
Il s'est retiré du poste d'évêque de Ténérife en janvier 1882.
Il mourut le 2 juillet 1888 à Moguer, enterré à l'Hermitage de Notre Dame de Montemayor.